# Cromford
Cromford är en ort och civil parish i Storbritannien.  Den ligger i distriktet Derbyshire Dales i grevskapet Derbyshire i England, i den södra delen av landet, 200 km nordväst om huvudstaden London. Cromford ligger 101 meter över havet och antalet invånare är 2 251.
Terrängen runt Cromford är kuperad norrut, men söderut är den platt. Cromford ligger nere i en dal. Runt Cromford är det tätbefolkat, med 308 invånare per kvadratkilometer. Närmaste större samhälle är Chesterfield, 18,4 km nordost om Cromford. Omgivningarna runt Cromford är en mosaik av jordbruksmark och naturlig växtlighet.